# ادریسی (گیاه)
گل ادریسی، هورتانسیا (نام علمی: Hydrangea macrophylla) نام یک گونه از سرده ادریسی است.

## نگارخانه

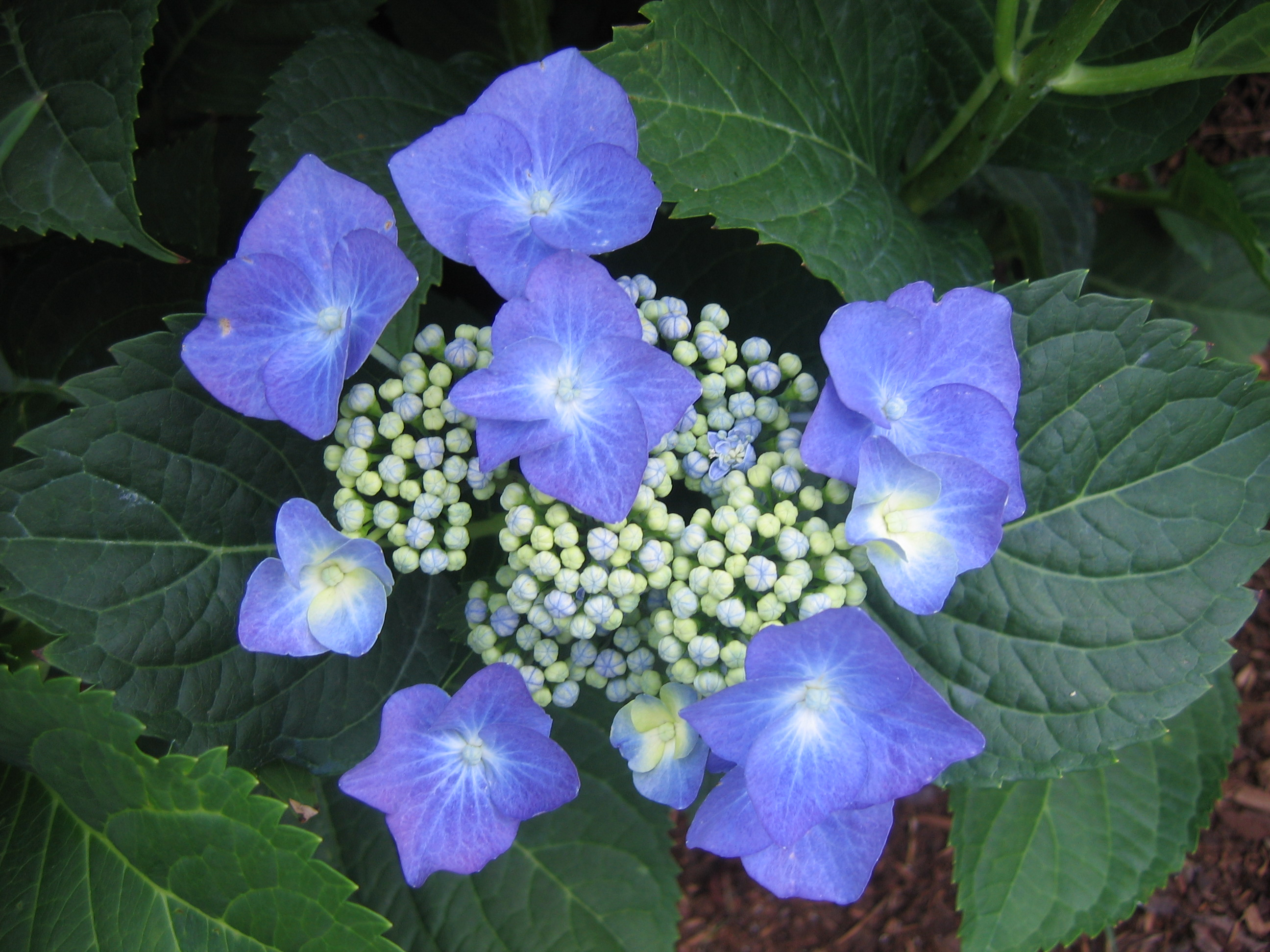
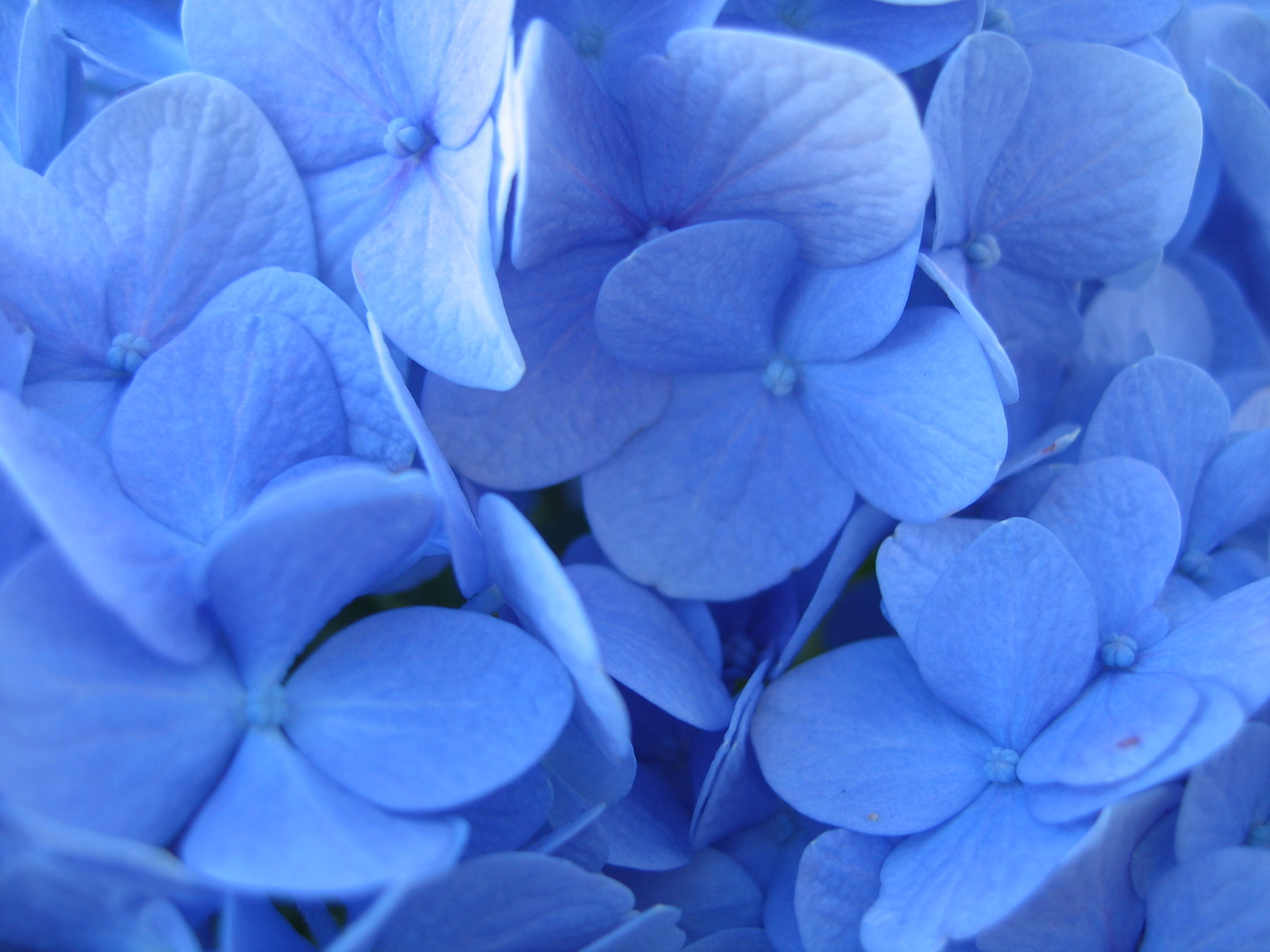
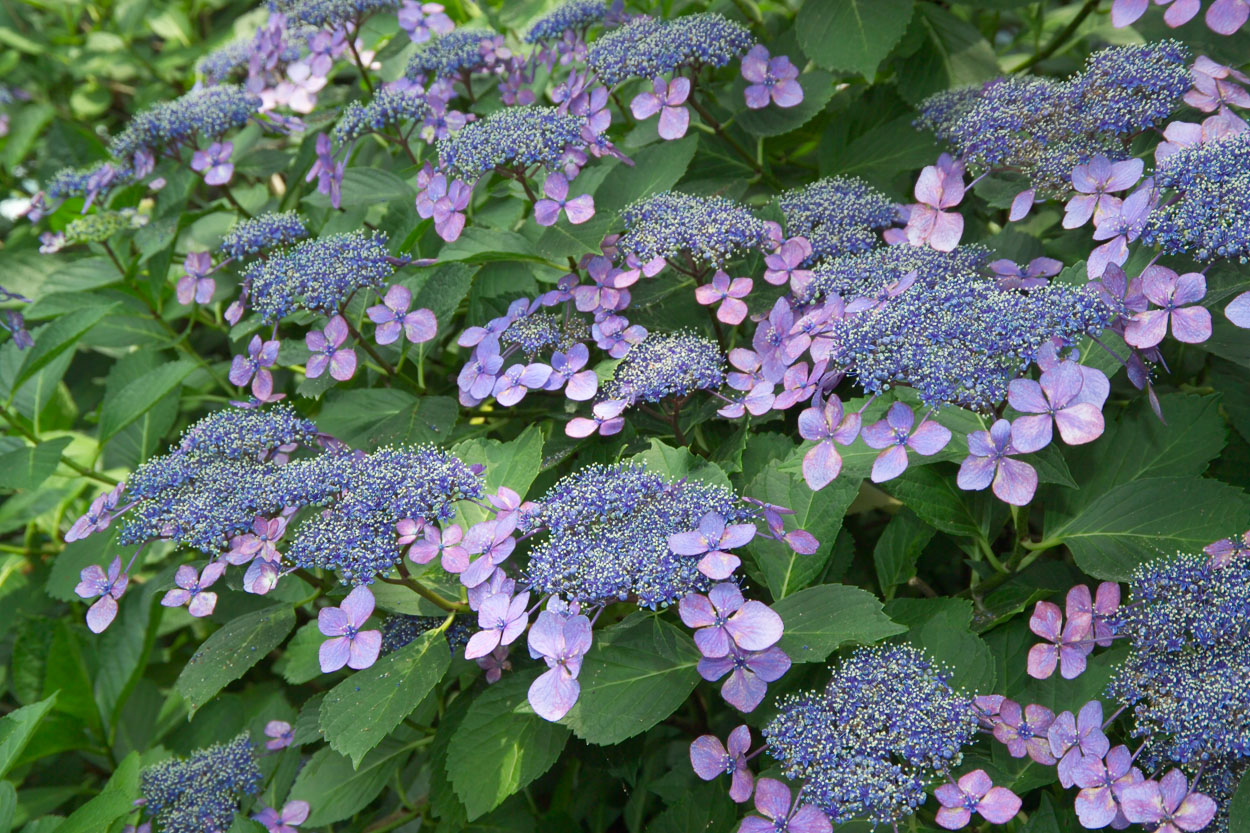
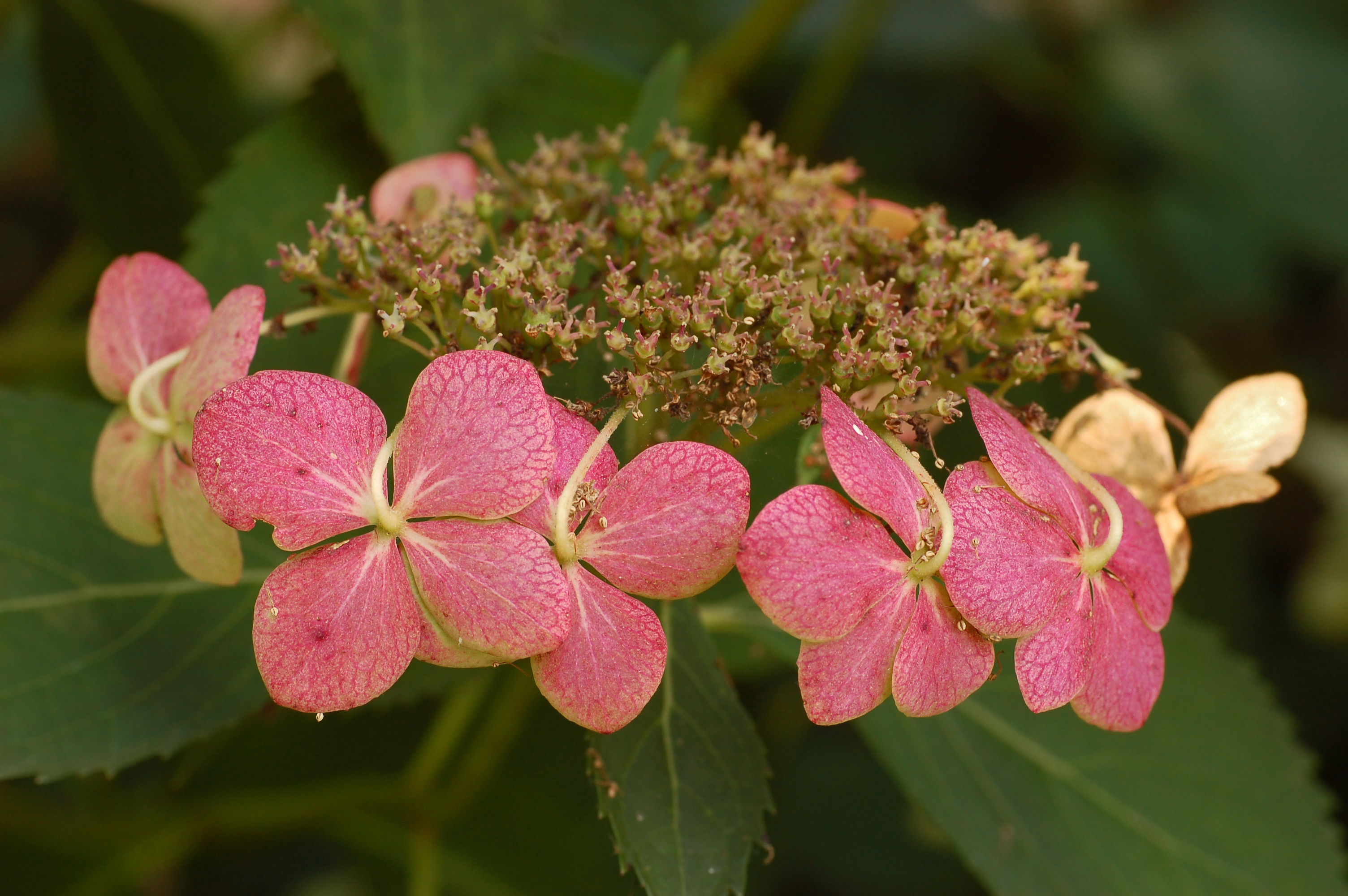
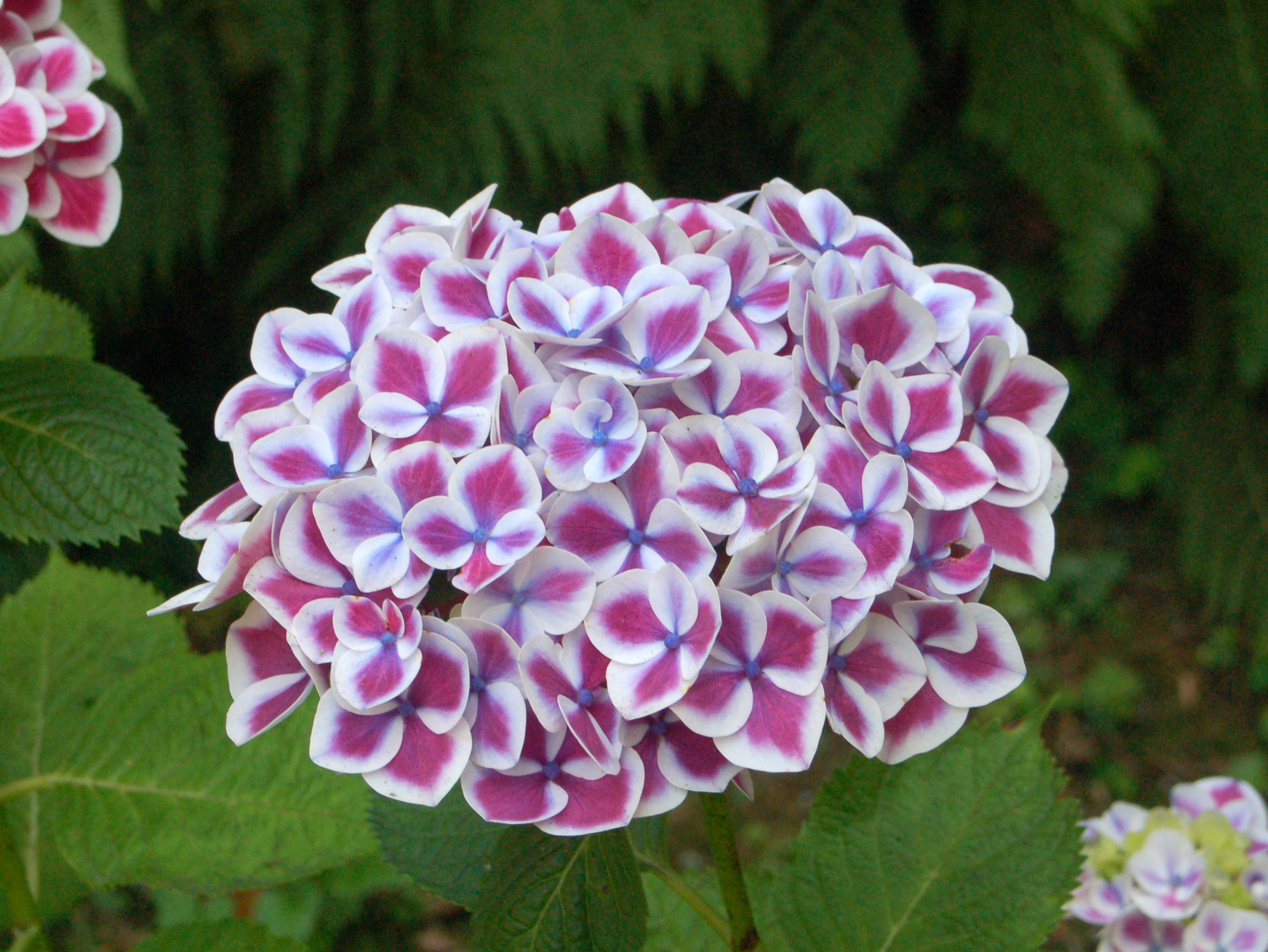
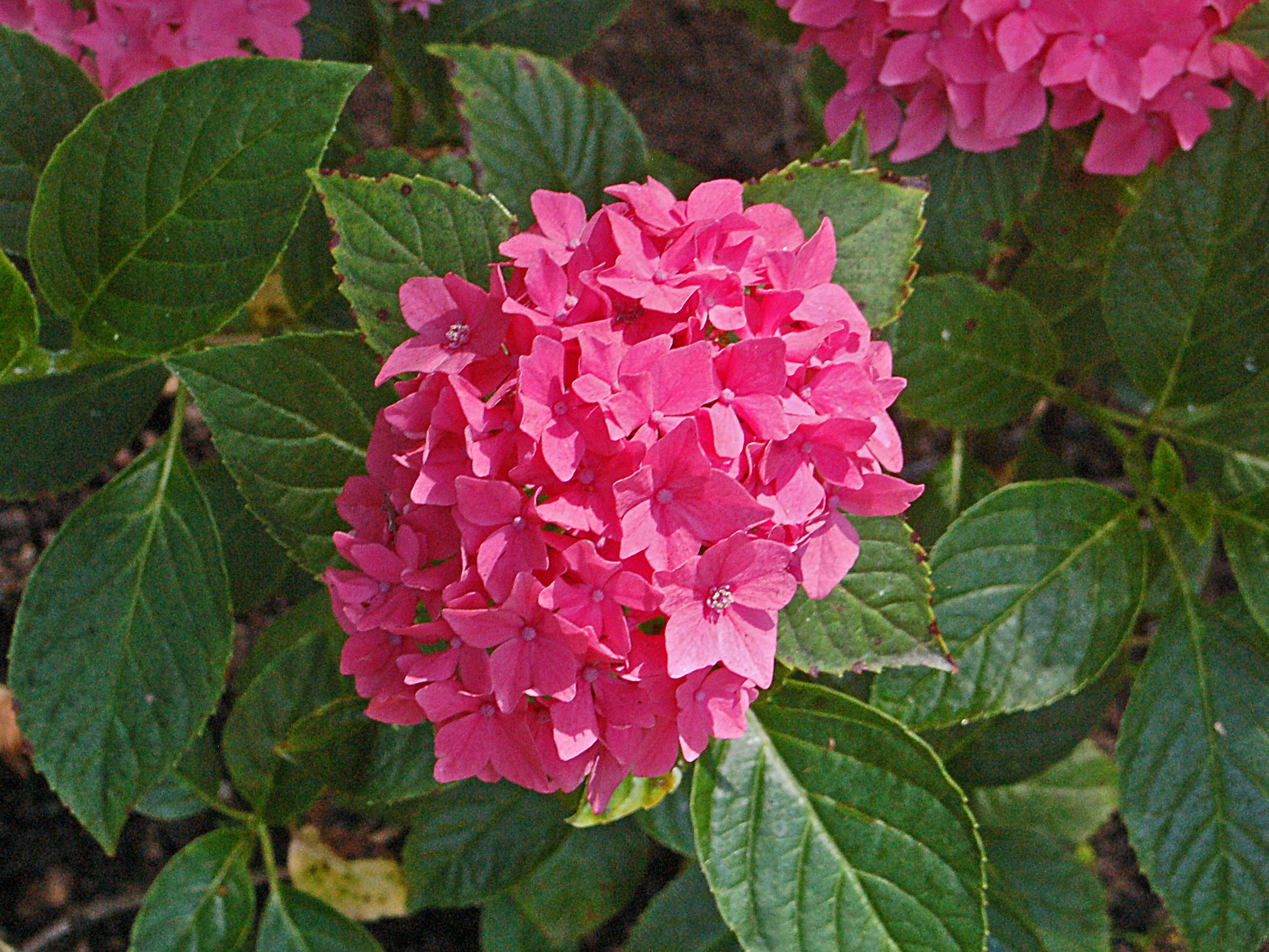
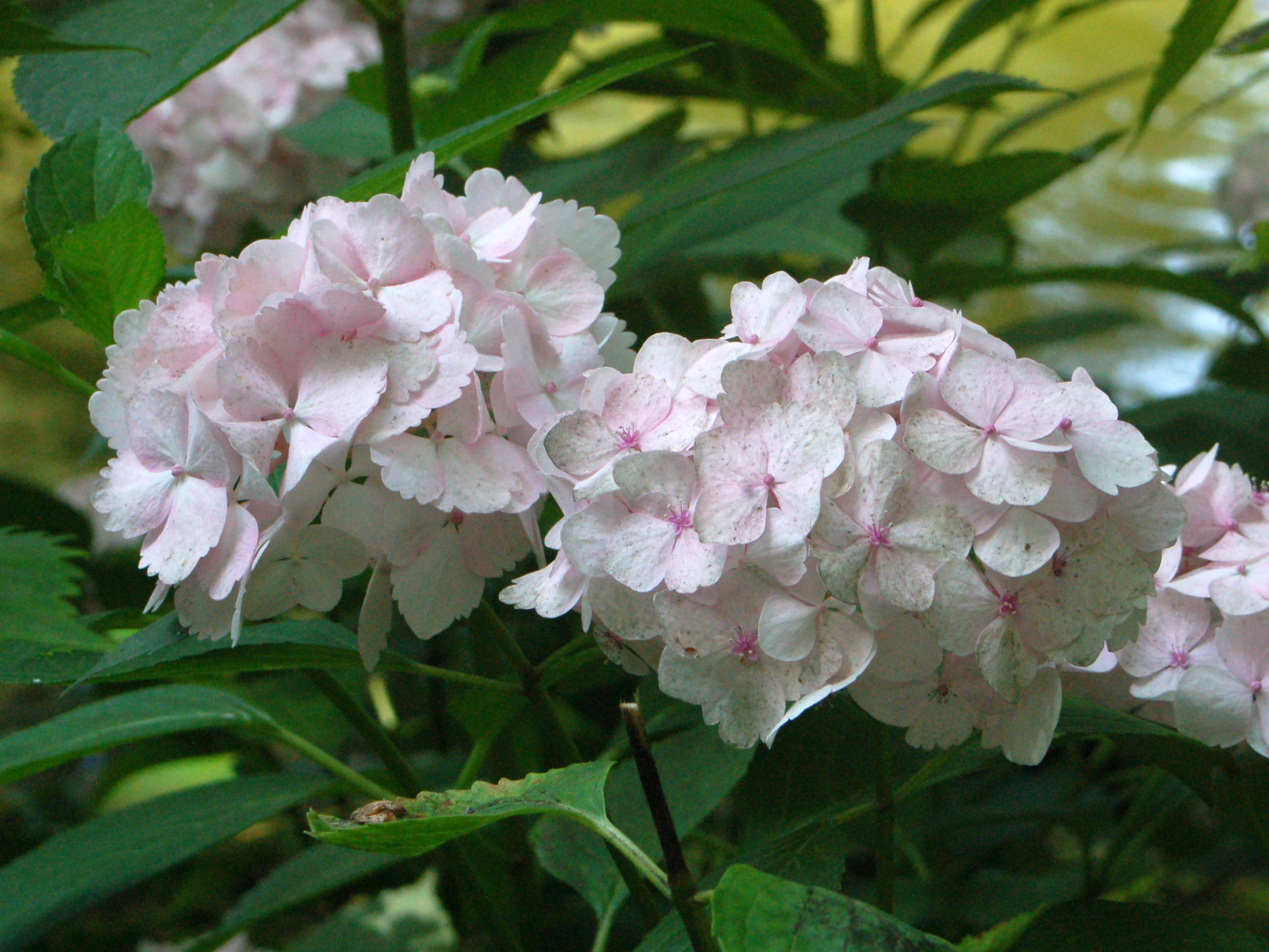
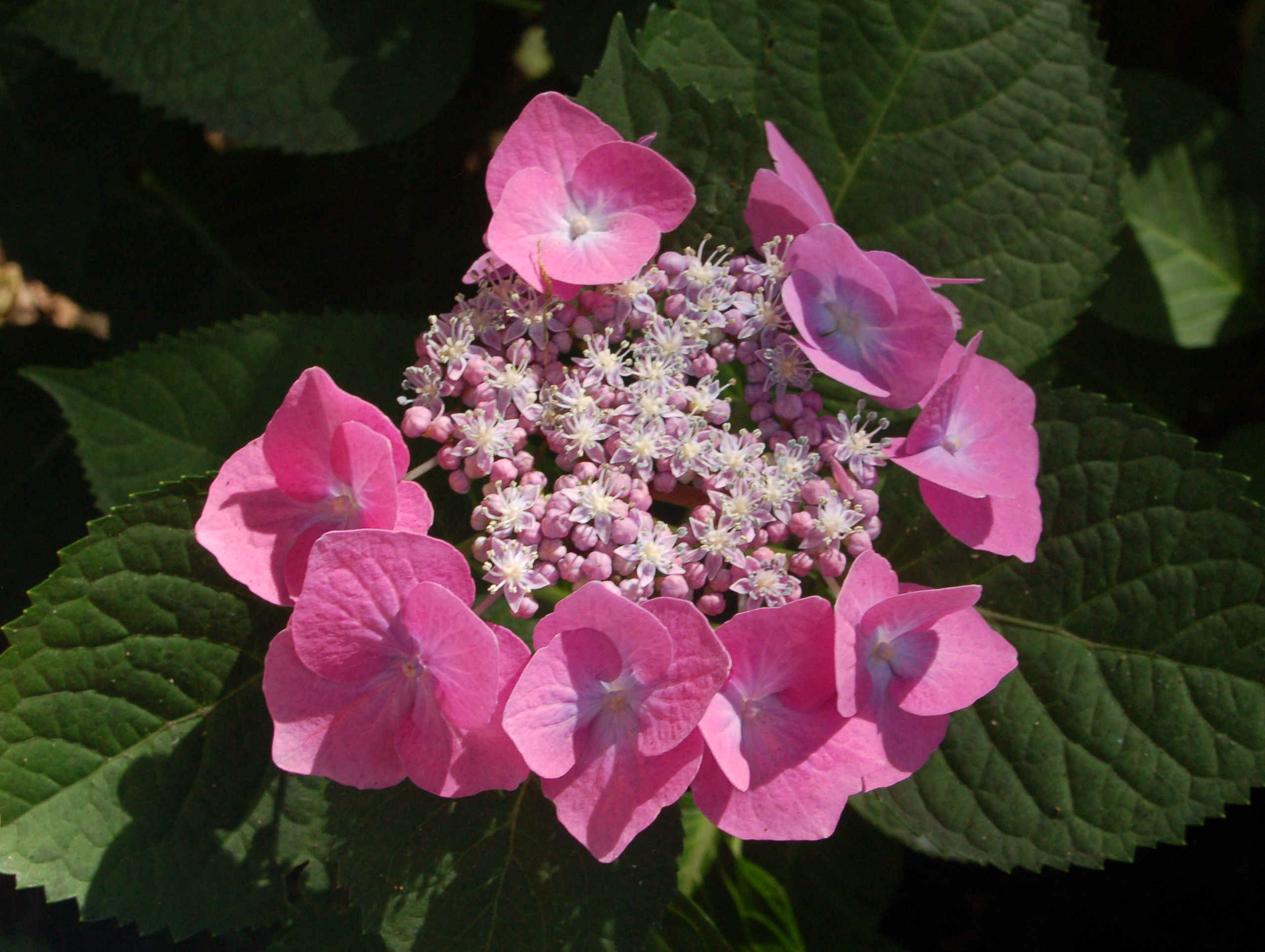
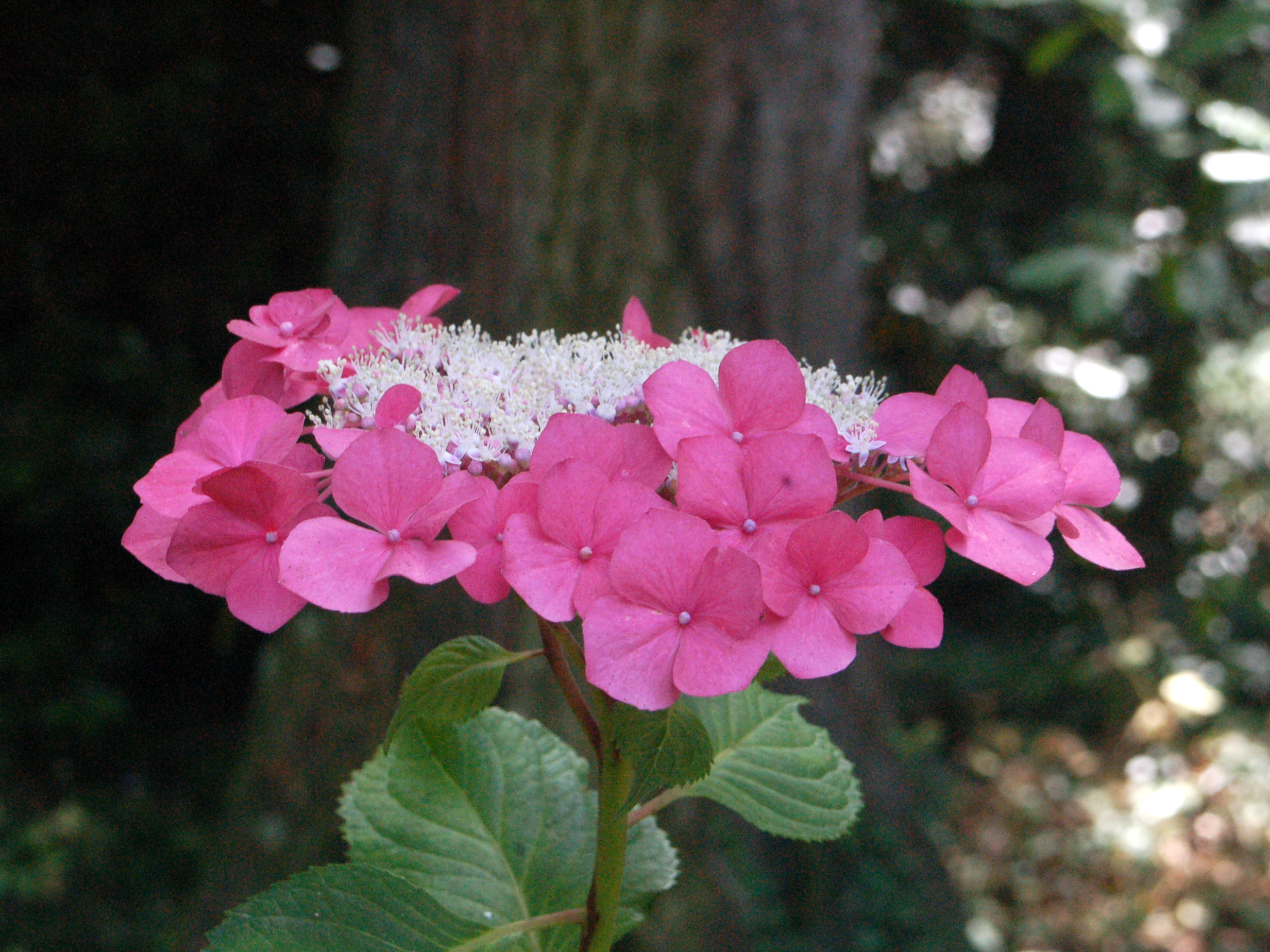
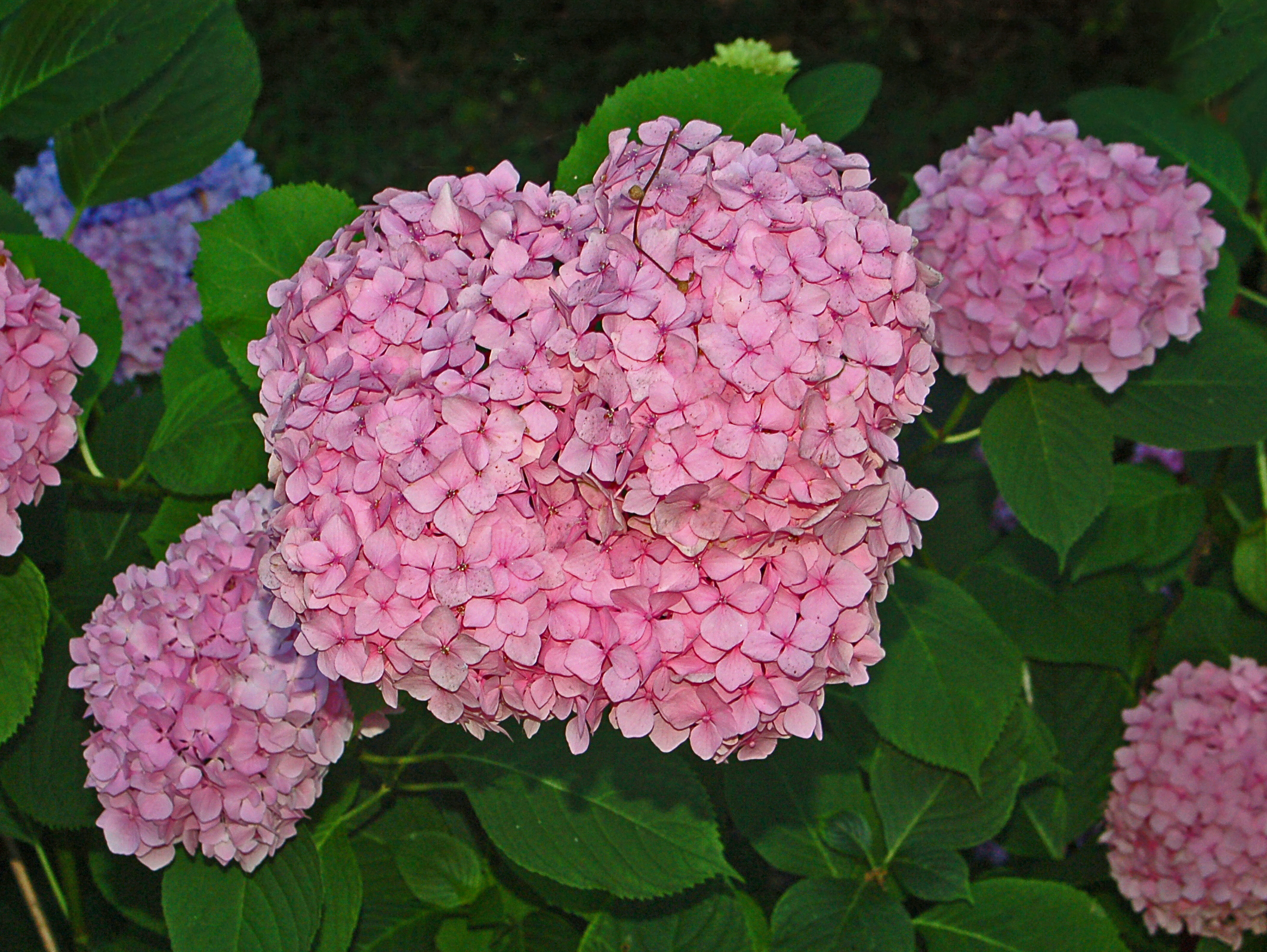
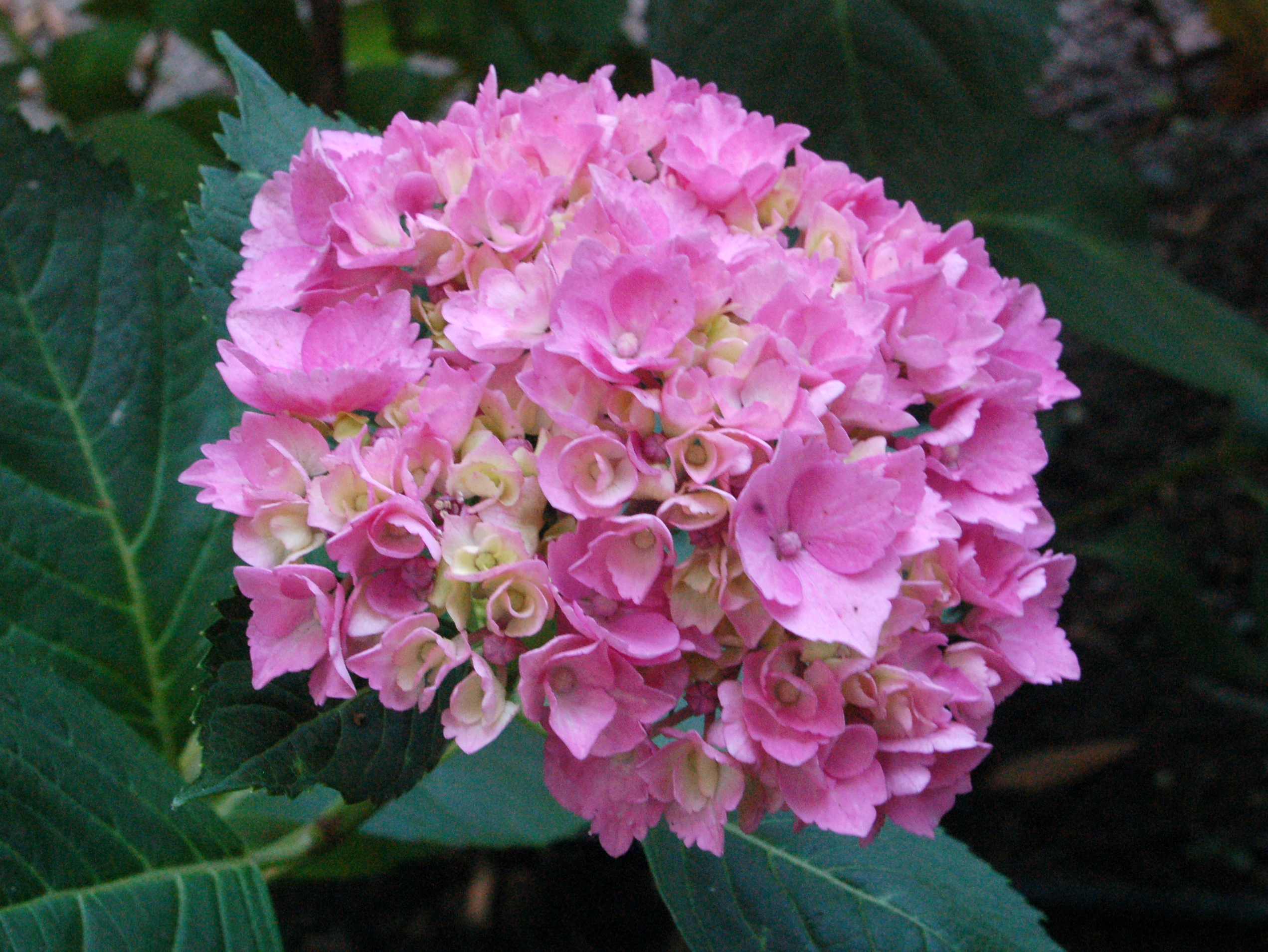
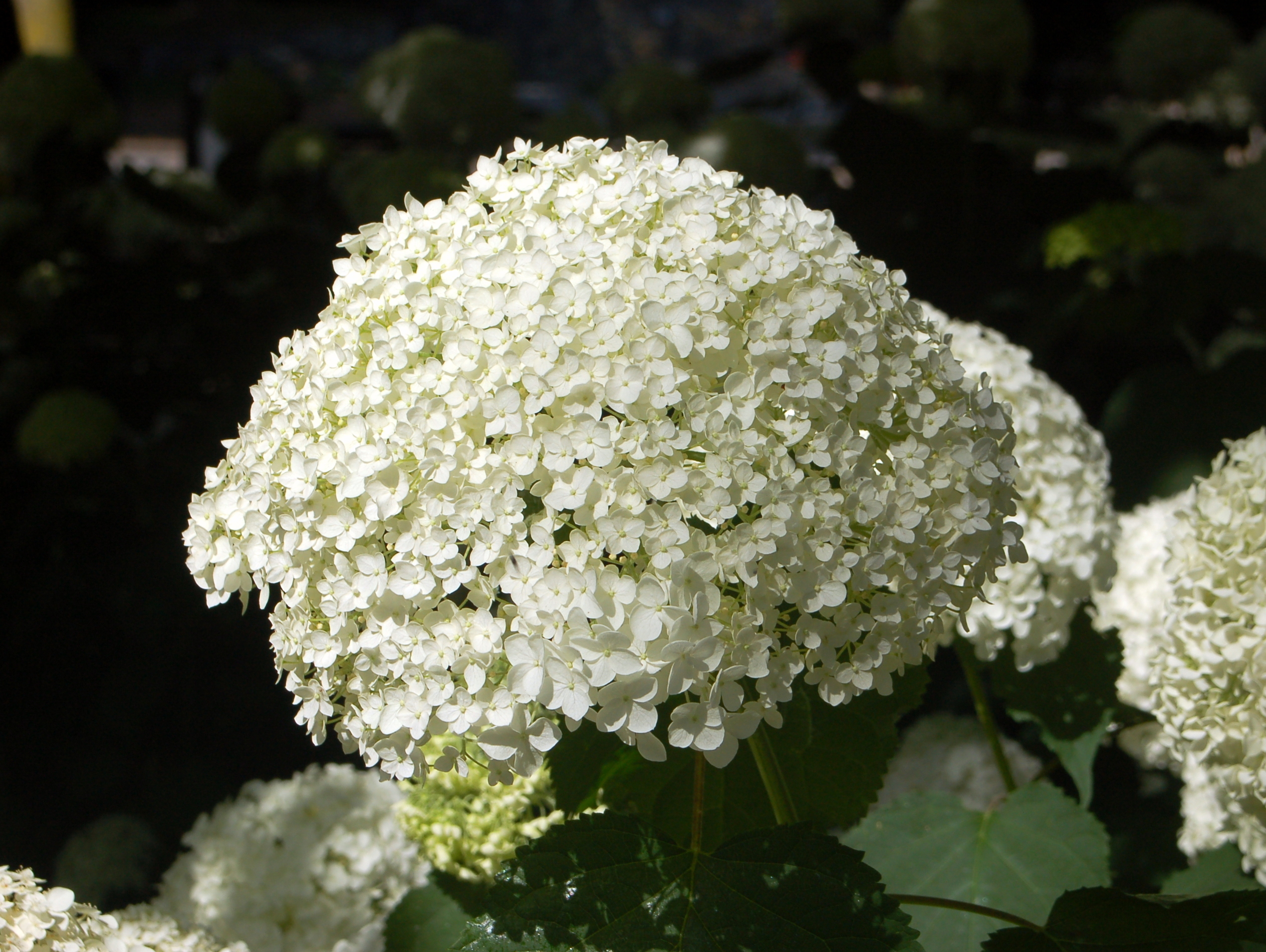
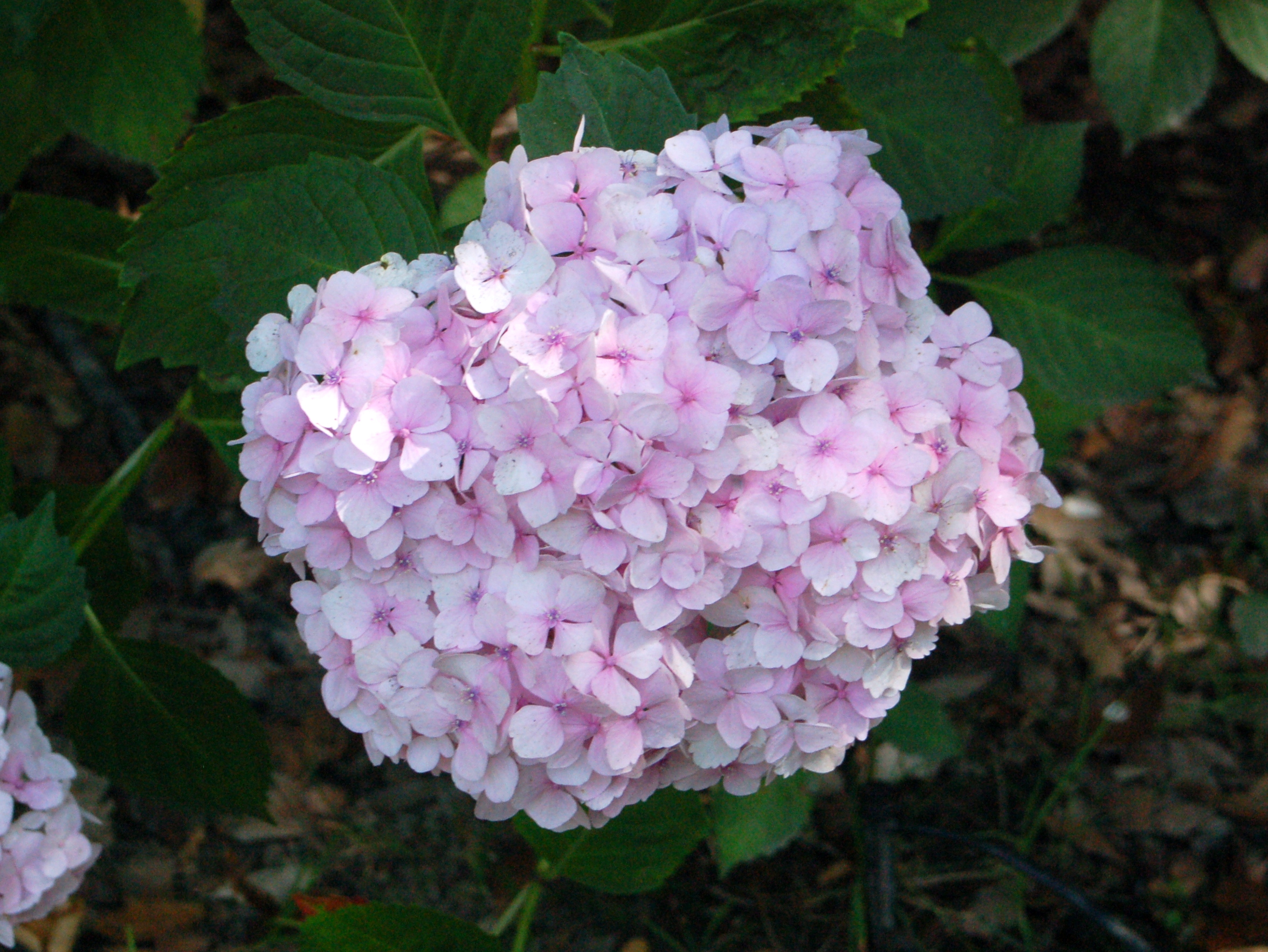
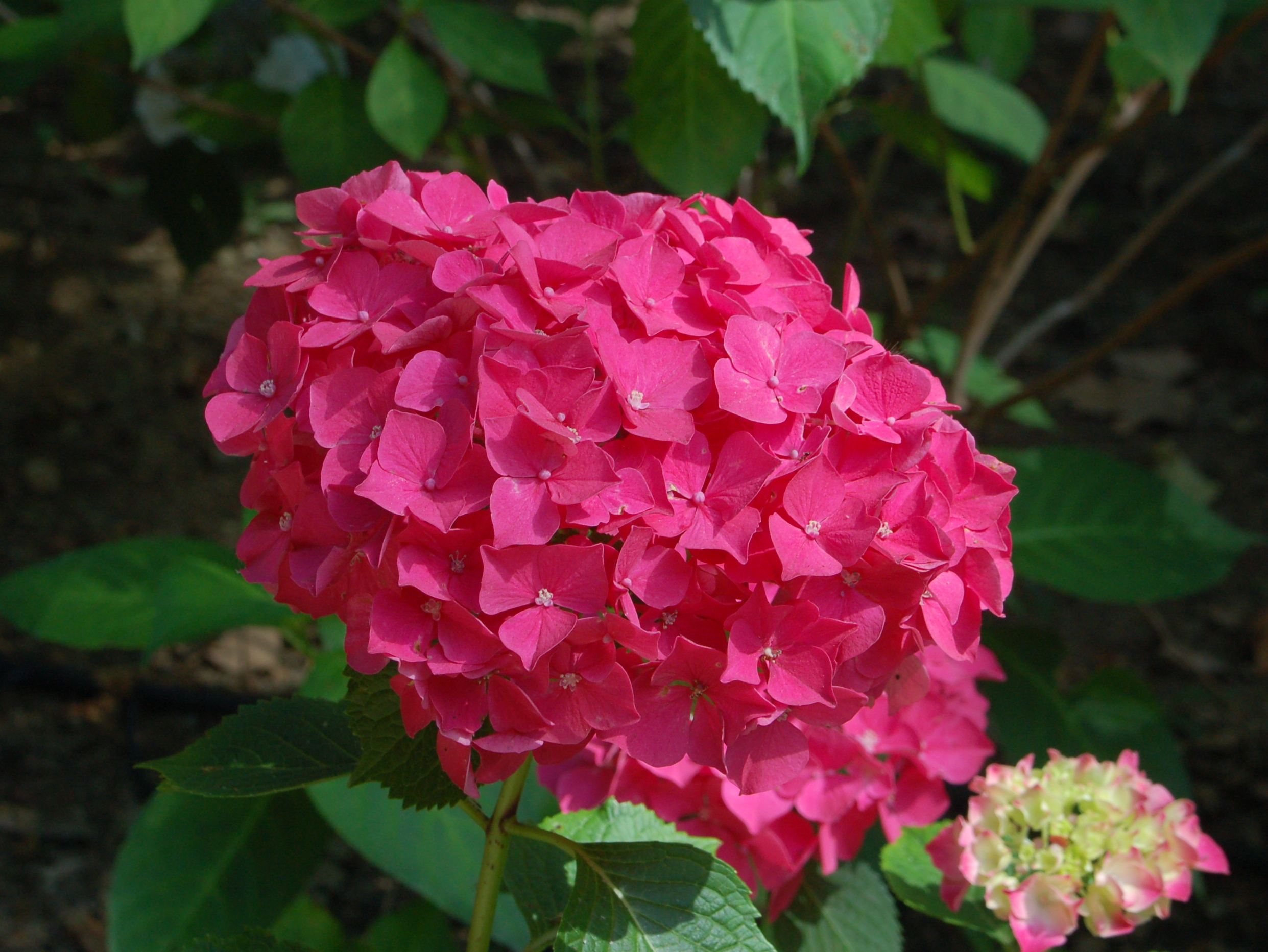
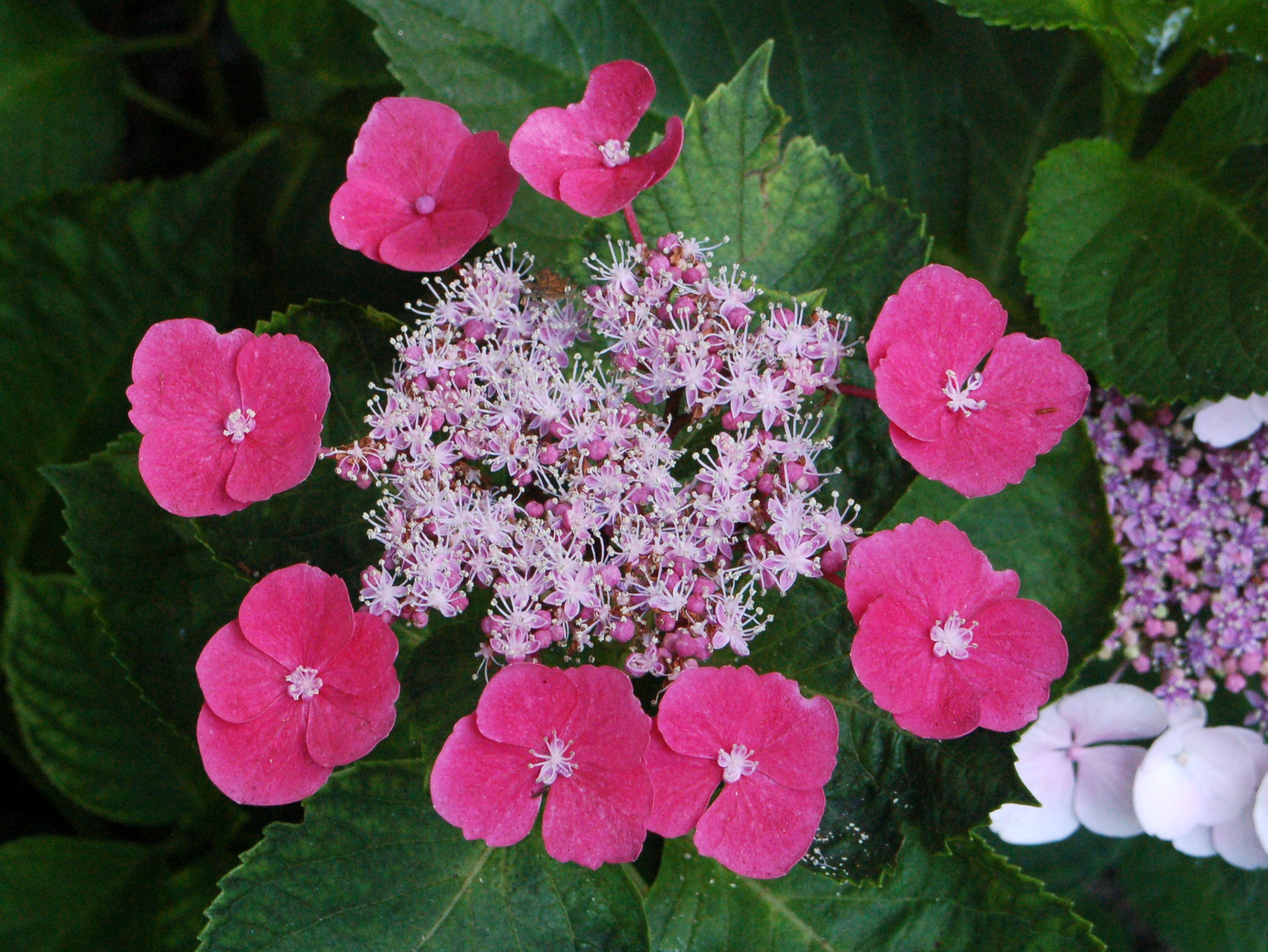